# Lluci de Cirene
Lluci de Cirene (Loukios o Kurenaios, Λούκιος ὁ Κυρηναῖος) fou, segons el Llibre dels Fets, un dels fundadors de l'Església cristiana a Antioquia, llavors part de la Síria romana. És esmentat pel seu nom com a membre de l'església, després de la mort del Rei Herodes:
| « | A l'església d'Antioquia hi havia alguns profetes i mestres: Bernabé, Simeó, que duia el sobrenom de Negre, Lluci de Cirene, Manaèn, educat a la cort amb el tetrarca Herodes, i Saule.［Ac 13:1］ | » |

Lluci està indicat com un fundador per una inferència en un passatge anterior:
| « | Els qui s'havien dispersat amb motiu de la persecució que va seguir la mort d'Esteve, van arribar fins a Fenícia, Xipre i Antioquia, sense predicar la paraula a ningú més que als jueus; tanmateix, n'hi havia alguns de Xipre i de Cirene que, en arribar a Antioquia, anunciaven també als grecs la bona nova de Jesús, el Senyor. ［Ac 11:19-20］ | » |

Se suposa que ha d'haver estat el primer bisbe de Cirene.
També hi ha un Lluci que s'esmenta a Romans ［Ro 16:21］ No hi ha manera de saber amb certesa si aquesta és la mateixa persona, però Orígenes identifica el Lluci de Romans amb l'evangelista Lluc (Comm. Rom. 10.39)